# 荻原明香
荻原 明香（おぎわら さやか、1984年7月28日 - ）は、宮城県仙台市を拠点にタレント活動をしていた日本のモデル、歌手。2005年からはAKiKA名義で活動していた。
宮城県出身。アクターズインターナショナル・仙台 (AIS) の2期生。所属先は同事務所であったが、AKiKA名義での活動を開始してからは仙台SOSモデルエージェンシーによるマネージメントも行われていた。

## 出演

### ラジオ番組
- X-GUNの一発かましたれ!!（2002年4月 - 2002年9月、TBCラジオ）
- DANCE HIT'S 19XX（2002年10月 - 2003年6月、TBCラジオ）
- ムービング・AIS（2005年1月 - 2006年3月、FMじょんぱ）
- CUBE-1-Music（2007年、fmいずみ） - 水曜パーソナリティ。AKiKA名義で出演[3]。

### テレビ番組
- 体感TVぐらまらす（2003年4月 - 2004年3月、東北放送）
- 発見☆ぐらッチェ!!（2004年4月 - 2005年3月、東北放送）
- 2時のチャイハネ（2005年4月 - 2006年3月、東北放送）
- ふしぎのトビラ（東北放送） - リポーター
- COLOR TV（2007年、ミヤギテレビ） - 不定期出演
- 旅ナビ！トラベリング☆ガール（ケーブルテレビ キャベツ） - 不定期出演

### CM
- いろメロミックス 仙台エリア限定CM（2005年、ドワンゴ）[4]

### イベント
- 仙台コレクション（2008年）[5]

## ディスコグラフィ

### シングル
1. 夏のせいかしら（荻原明香名義、発売日：2004年7月3日、品番：AIS-0001[1]） - 新星堂を通じて販売[6]。
  1. 「夏のせいかしら」
  2. 「気分はケ・セラセラ」
2. 永遠の光（AKiKA名義、発売日：2005年11月25日、発売元：Realize Records、品番：REALR-1003）
  1. 「永遠の光」 - SENDAI光のページェントオフィシャルテーマソング、いろメロミックスCDサウンド仙台地区CMソング、東北放送『2時のチャイハネ』エンディングテーマソング[1]。着うた配信あり[4]。
  2. 「SHAKARiKi GiRL」
3. 永遠の光〜DJ LAVAs Ver.〜[要出典]